# Universidade de Glasgow
A Universidade de Glasgow ou, na sua forma aportuguesada, de Glásgua (em inglês University of Glasgow) é uma instituição pública de pesquisa em Glasgow, Escócia. Fundada por bula papal em 1451, é a quarta universidade mais antiga do mundo anglo-saxônico e uma das quatro universidades mais antigas da Escócia. Juntamente com as universidades de Edimburgo, Aberdeen e St Andrews, foi parte do Iluminismo Escocês durante o século XVIII.
Em comum com as universidades da era pré-moderna, Glasgow originalmente educou estudantes de origem abastada; passou a atender também às necessidades dos alunos da crescente classe média urbana e comercial no ensino superior britânico no século XIX. Atendeu a todos esses alunos preparando-os para profissões: direito, medicina, serviço público, ensino e igreja. Também treinou números menores, mas crescentes, para carreiras em ciências e engenharia. A receita anual da instituição para 2020-21 foi de 809,4 milhões de libras, das quais 173,3 milhões foram provenientes de bolsas e contratos de pesquisa, com uma despesa de 693,1 milhões de libras. Faz parte da Universitas 21, do Grupo Russell e do Guild of European Research-Intensive Universities.
Estava localizada originalmente na High Street da cidade; desde 1870, seu campus principal fica em Gilmorehill, na região de West End. Além disso, vários edifícios universitários estão localizados em outros lugares, como a Escola de Medicina Veterinária em Bearsden e o campus Crichton em Dumfries.
Os ex-alunos da Universidade de Glasgow incluem algumas das principais figuras da história moderna, incluindo James Wilson, signatário da Declaração de Independência dos Estados Unidos, 3 primeiros-ministros do Reino Unido (William Lamb, Henry Campbell-Bannerman e Andrew Bonar Law), 2 primeiros-ministros escoceses (Nicola Sturgeon e Donald Dewar), o economista Adam Smith, o filósofo Francis Hutcheson, o engenheiro James Watt, o físico Lord Kelvin, o cirurgião Joseph Lister, juntamente com 8 ganhadores do Prêmio Nobel e vários medalhistas de ouro olímpicos, incluindo a atual chanceler, a Dama Katherine Grainger.

## Biblioteca
A Biblioteca da Universidade, situada na Rua Hillhead, em frente ao Edifício Principal, é uma das maiores e mais antigas bibliotecas da Europa. Situada em 12 andares, abriga mais de 3 milhões de livros e periódicos, além de fornecer acesso a uma ampla gama de recursos eletrônicos, incluindo mais de 51 900 periódicos eletrônicos. Também abriga seções de periódicos, microfilmes, coleções especiais e materiais raros. Aberta das 7h às 2h durante quase todo ano, a biblioteca é um recurso não só para a comunidade acadêmica.
Além da biblioteca principal, também existem bibliotecas de disciplinas para Medicina, Química, Odontologia, Medicina Veterinária, Educação, Direito, História da Arte e a Faculdade de Ciências Sociais, que são mantidas em bibliotecas filiais ao redor do campus. Em 2007, foi inaugurada uma seção de última geração para abrigar a coleção de fotografias históricas da biblioteca, financiada pela Fundação Wolfson.
Os Arquivos da Universidade de Glasgow são o local central de depósito dos registros da universidade, criados e acumulados desde sua fundação em 1451.